# Polymixis dysodea
Polymixis dysodea är en fjärilsart som beskrevs av Eugen Johann Christoph Esper 1790. Polymixis dysodea ingår i släktet Polymixis och familjen nattflyn. Inga underarter finns listade i Catalogue of Life.